# Mirsa
Mirsa (románul: Mârşa) falu Romániában, Szeben megyében. Közigazgatásilag Felek városhoz tartozik.
A település a fénykorában több mint tízezer embert foglalkoztató Întreprinderea Mecanica Mârşa (IMM) mögötti nádas helyén jött létre; itt építettek tömbházakat az ország minden részéből érkező fiataloknak. 1973 és 1975 között a román állam hárommilliárd lej (több mint százmillió dollár) beruházást hajtott végre a tankokat gyártó üzemben. Nicolae Ceaușescu  háromszor is meglátogatta a települést, 1971-ben 1981-ben és 1984-ben. A páncélozott járművek gyártása 1991-ben megszűnt.
1956-ban 406, 1966-ban 729, 1977-ben 2321, 1992-ben 3220, 2002-ben 3009 lakosa volt, többségükben románok.
A településen 1974 óta szakközépiskola működik, amelyet kezdetben az IMM patronált. A szakközépiskolához bentlakás, sportcsanok és két műhelyépület is tartozik.
2023. március óta a települést 2,1 kilométer hosszú kerékpárút köti össze Felekkel; a kerékpárút a DJ 105G megyei úttal párhuzamosan halad.